# Vellugtende gulaks
Vellugtende gulaks (Anthoxanthum odoratum) er en 25-50 cm høj græsplante, der vokser på enge, overdrev og i lyse skove.

## Beskrivelse
Vellugtende gulaks er en flerårig urt med en tueformet vækst. De grundstillede blade er flade og uden midterribbe eller bladskede. Derimod har hvert blad ved grunden en lille tot fine, hvide hår. Over- og underside er ensartet græsgrønne-blågrønne.
Blomstringen sker i juni-juli, hvor de reducerede, men tvekønnede blosmter ses endestillet på særlige stængler med knæ. Frugterne er nødder.
Rodnettet består af en tæt tot af trævlerødder.
Højde x bredde og årlig tilvækst: 0,40 x 0,40 m (40 x 40 cm/år). Disse mål kan fx bruges til beregning af planteafstande, når arten anvendes som kulturplante.

## Voksested
Vellugtende gulaks er meget almindelig i Danmark, og den findes over det meste af Europa, hvor den overalt foretrækker ret tørre, lysåbne voksesteder med ret mager jord.
På Venø Odde findes den på et strandoverdrev sammen med bl.a. alm. røllike, bidende stenurt, engelskgræs, gul snerre, liden klokke, lægeærenpris og rød svingel.

## Duft
Alle overjordiske dele af planten indeholder kumarin, der giver den en duft som skovmærke.
| Portal | Portal:Botanik |

## Note
1. ↑  Erik Wessberg: Venø – en ø-floraliste med noter